# Баянтай
Баянтай (каз. Баянтай, до 2023 г. — Воскресеновка) — село в Айыртауском районе Северо-Казахстанской области Казахстана. Входит в состав Володарского сельского округа. Код КАТО — 593230400.

## История
До 2013 года село входило в состав упразднённого Жетыкольского сельского округа.

## Население
В 1999 году население села составляло 351 человек (166 мужчин и 185 женщин). По данным переписи 2009 года в селе проживало 327 человек (166 мужчин и 161 женщина).